# 奇奧蒂語
奇奧蒂語屬於馬雅語系的語言，是許多古典馬雅象形文字所使用的語言的直接繼承，這些以奇奧蒂語的原型語言記錄的物品，甚至還包括一些當地主要是猶加敦馬雅語使用者所製作的碑銘。
奇奧蒂語在瓜地馬拉約有三萬個使用人口。這種語言本來在宏都拉斯也有使用族群，然而現在在當地已快絕跡。

## 外部連結
- Online version of Wisdom's Chorti Dictionary (1950)（英語）
- Ethnologue report on Ch'orti'（页面存档备份，存于）（英語）